# Den lille pige med skøjterne
Den lille pige med skøjterne er en dansk børnefilm fra 1985 med instruktion og manuskript af Anne Regitze Wivel.

## Handling
En poetisk-dokumentarisk registrering af eliteholdet på isen i Østerbro Skøjtehal. Hovedfiguren er holdets yngste pige. Filmen følger dels hendes træning og dels hendes oplevelser af de store veninder og deres præstationer. Træningen med at lære de obligatoriske trin er hård og slidsom, og de frie løb kan også ende med fald.